# حارة ابن سيناء (صنعاء)
حارة ابن سيناء هي إحدى حارات حي فج عطان بمديرية السبعين إحد مديريات العاصمة اليمنية صنعاء، بلغ تعداد سكانها 4419 نسمة حسب تعداد اليمن لعام 2004.